# Дягилев стан
Дягилев стан — административно-территориальное образование в составе Можайского уезда (по доекатерининскому делению), в его северо-восточной части, у границы с Рузским уездом. Существовал до конца XVIII века. Частично располагался на территории современного Можайска. Дягиль —  род зонтичных растений.

## География
В XVI веке  — территория по правому берегу реки Москвы вплоть до современного Минского шоссе у верховьев реки Тарусы.

## История
См. также: Станы Можайского уезда
Освоение земель стана начало не ранее не ранее XV века. В завещании великого князя  Дмитрия Донского 1389 года  стан не упоминается. «А се даю сыну своему, князю Андрею, Можайск со всеми волостьми... А волости Можайские: Исмея, Числов, Боянъ, Берестовъ, Поротва, Колоча, Тушковъ, Вышнее, Глиньское, Пневичи с Загорьем, Болонескъ. А Коржань и Моишин Холмъ придал есмь к Можайску...».  Ю. В. Готье отождествлял волость Исмея  с Дягилевским станом из-за нахождения стана в верховьях реки Исьмы, давшей название волости.
Дягилева слободка, упомянутая в завещании князя Владимира Андреевича в начале XV века, скорее всего, к позднейшему Дягилеву стану отношения не имеет.

## Населённые пункты

### Существующие
- Александрово — деревня в Можайском городском округе Московской области
- Бугайлово [3]— деревня в Можайском городском округе Московской области
- Вандово[4]  —  деревня в Рузском городском округе Московской области
- Захарьино [5]  — деревня в Можайском городском округе Московской области
- Землино —  деревня в Рузском городском округе Московской области
- Игумново[6] — деревня в Можайском городском округе Московской области
- Облянищево — деревня в Можайском городском округе Московской области
- Отяково [7]— деревня в Можайском городском округе Московской области,
- Тесово[6][8] —  деревня в Можайском городском округе Московской области
- Ченцово — деревня в Можайском городском округе Московской области

### Исчезнувшие
- Авдейково (восточнее деревни Ченцово)  — пустошь, прежнее владение Можайского Лужецкого монастыря
- Аксентьев оселок (Посёлок имени Дзержинского )  — пустошь, в XVIII веке принадлежала прапорщику Петру Автамоновичу Савёлову
- Апарино — сельцо, севернее деревни Александрово.
- Благовещенское (южнее деревни Кузянино) — бывшее село, запустевшее в Смуту, далее церковная земля, пустошь. В 1626/27 годах пустошь Благовещенское в Степановском поместье Иванова. В 1642-м году отдана на распашку боярину князю Алексею Никитичу Трубецкому и стольнику Василию Григорьевичу Ромодановскому  на 15 лет. В 1653 году к вотчине Ромодановского примежёвано еще часть церковной земли. В 1676 году пустошью Благовещенское  владеет стольник Михаил Артемьевич Камынин. В 1678 году пустошь отдана в вечное владении князю Николаю Сергеевичу Долгорукому. В 1756-м году пустошь отдана в вечное владение Илариону, епископу Сарскому и Подонскому[9].
- Потапово (южнее Отяково, у Минского шоссе) — пустошь , владении ямщиков Можайского яма
- Свешниково (севернее Бугайлово) — пустошь, в 1766-м году владение Семёна Фёдоровича Волконского.
- Чертаново[10] — исчезнувшее село, вошло в состав Можайска.